# Colina (Cile)
Colina è un comune del Cile, capoluogo della provincia di Chacabuco. Si trova nella Regione Metropolitana di Santiago. Al censimento del 2002 possedeva una popolazione di 77.815 abitanti.

## Società

### Evoluzione demografica
| Censimento del 1992 | Censimento del 2002 |
| 52.769 ab.          | 77.815 ab.          |